# El acompañante
El acompañante és una pel·lícula dramàtica produïda entre Cuba, Colòmbia, França, Panamà i Veneçuela. Dirigida per Pavel Giroud, va ser estrenada a les sales colombianes el 2 de maig de 2019. La pel·lícula va guanyar, entre altres guardons, la bisnaga de plata a la millor pel·lícula iberoamericana al Festival de Màlaga, el premi del públic al Festival Internacional de Cinema de Miami i el premi al millor guió a l'Havana Film Festival de Nova York.

## Sinopsi
Horacio Romero, un reeixit boxador cubà, acaba de donar positiu en un control antidopatge. Com a càstig és enviat als Cocos, un sanatori militar on hi ingressen els malalts de VIH obligatòriament, i d'on poden sortir només una vegada a la setmana sota la vigilància dels anomenats "acompanyants", dels quals Horacio ara forma part.

## Repartiment
- Yotuel Romero
- Armando Miguel
- Broselianda Hernández
- Camila Arteche
- Salvo Basile